# Lezha
Lezha (olaszul: Alessio, törökül: Leş) kisváros Albánia északnyugati részén, az azonos nevű Lezha kerület székhelye, egyúttal püspöki székhely. Lakossága mintegy 19 000 fő (2006, becslés).

## Fekvése
Albánia északnyugati részén, a tengerparti síkságon, a Drin folyó egyik mellékága mentén, az Adriai-tengertől mindössze pár kilométerre fekszik. A város közvetlen környezete, az erdőfoltok, a lagúnás-dűnés partvidék több mint 1000 hektáron természetvédelmi védelmet élvez: 135 madár- és 58 halfajt tartanak itt nyilván.

## Története

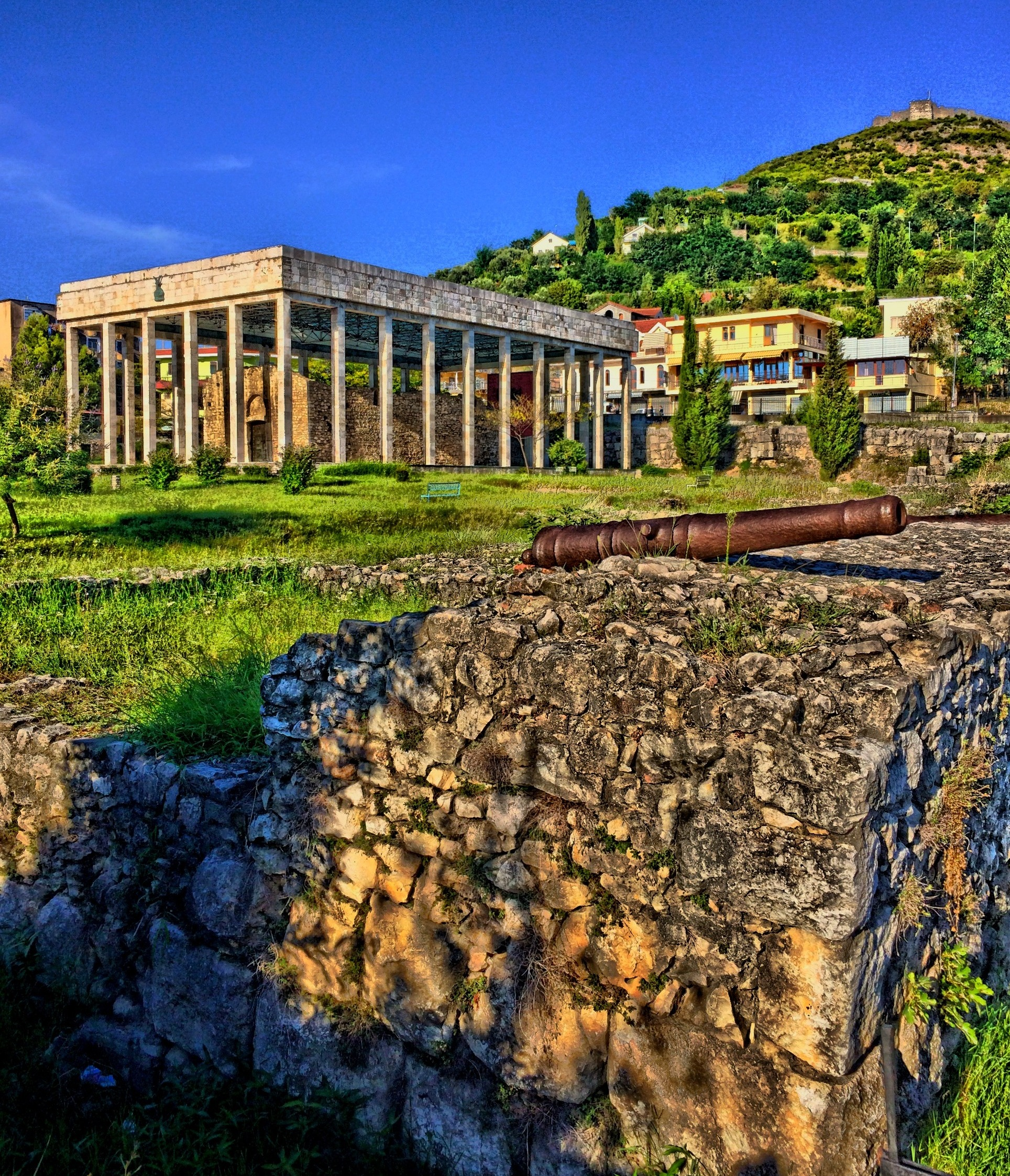
Szkander bég síremléke, háttérben az illír fellegvárral

Az i. e. 8. század óta lakott illír település helyén i. e. 385-ben a görögök alapítottak gyarmatvárost Lisszosz néven. A települést i. e. 213-ban időszakosan meghódította V. Philipposz, Makedónia királya. Az i. e. 1. században Iulius Caesar parancsára megerősítették a települést, de a hadmozgások a későbbiekben elkerülték az erődített várost. Több évszázadnak kellett eltelnie ahhoz, hogy Lezha ismét történelmi események helyszíne legyen. 1444-ben itt ült össze a Lezhai Liga, amelynek során Szkander bég meggyőzte az egymással viszálykodó albán törzseket, hogy egyesítsék erőiket az Oszmán Birodalom elleni függetlenségi harcban. A nagy nemzeti hős negyedszázaddal később, 1468-ban itt is halt meg és a helyi Szent Miklós-székesegyházban temették el. A templomot ugyan a törökök 1478-ban elpusztították, de Szkander bég sírja ma is látogatható.